# Sison sieberianum
Sison sieberianum är en flockblommig växtart som beskrevs av Dc. Sison sieberianum ingår i släktet höstpersiljor, och familjen flockblommiga växter. Inga underarter finns listade i Catalogue of Life.